# Араи, Киёкадзу
Киёкадзу Араи (яп. 新井清一, Араи Киёкадзу) — японский и американский архитектор. Представитель т. н. «третьей волны» современной японской архитектуры. Профессор Киотского института изящных искусств (Kyoto Seika University Faculty of Design), преподает ещё в четырёх вузах. Связан с Southern California lnstitute of Architecture, где он обучался и получил научное звание Master of Architecture (1983).

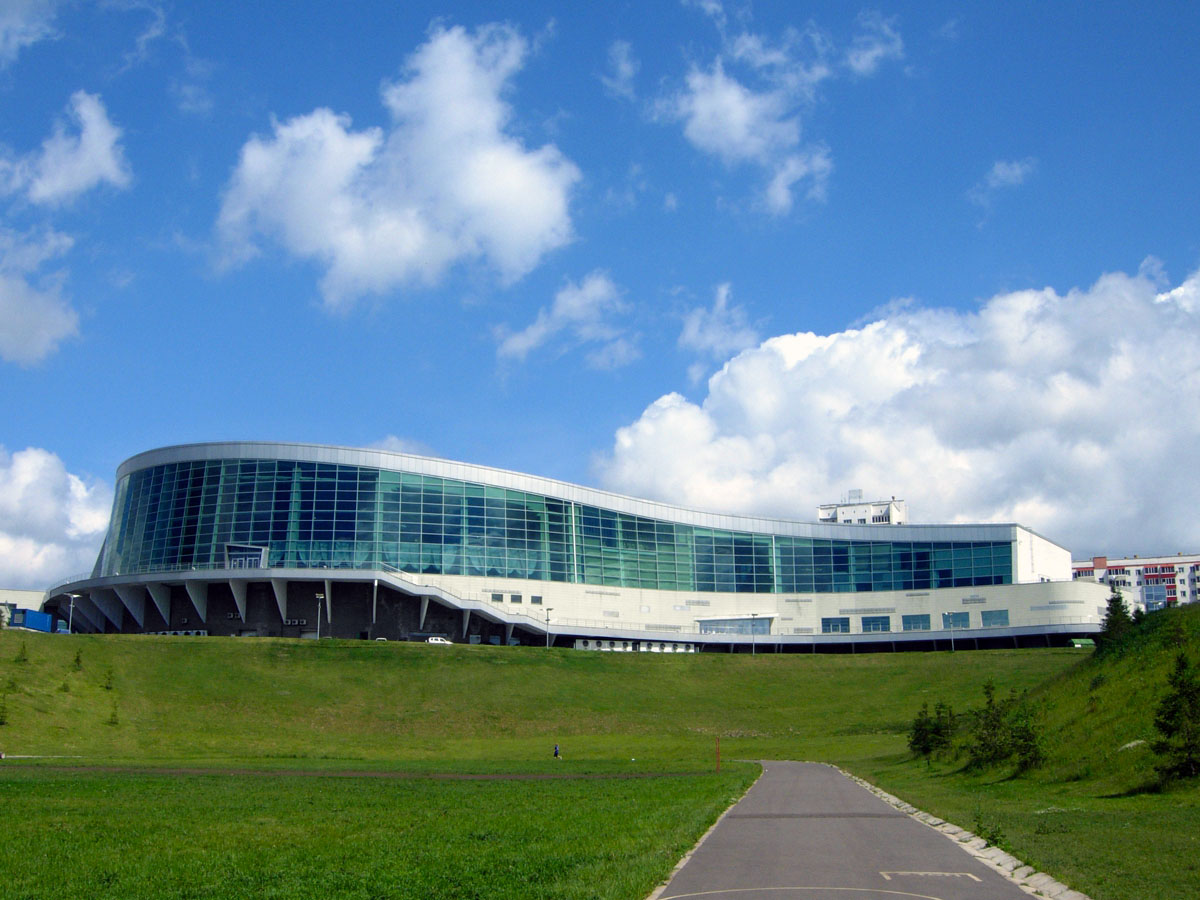
Здание Конгресс-холла

Автор проектов в Японии, Китае и Америке, России, Армении.
Лауреат национальных и международных архитектурных премий. Совместно с уфимцем Ришатом Муллагильдиным, проживающем в Японии, сконструировали Конгресс-холл в Уфе. Их работа заслужила Государственную премию Республики Башкортостан имени Салавата Юлаева за лучшие произведения литературы, искусства и архитектуры с формулировкой: "за проектирование многофункционального здания «Конгресс-холл Республики Башкортостан».
Ришат Муллагильдин пишет про Киёкадзу Араи:

Отличительной чертой творчества Араи является приверженность комплексному подходу при создании архитектурного произведения, когда стилистика сооружения выдерживается от экстерьера до малейших деталей интерьера, которые проектируются маэстро с неподражаемым изяществом и известной японской кропотливостью и педантичностью— http://archvestnik.ru/0504/0504_09.htm
.

## Образование[2]
- SCI-ARC Southern California Institute of Architeoture University 1980 （Graduated ,米国 ）
- SCI-ARC Southern California Institute of Architeoture, Master of Architecture, 1983 （Completed ,米国 ）
- Keio University, Doctor 2004 （Accomplished credits for doctoral program）

Природный талант и зрелое отношение к профессии студента Архитектурного Университета Южной Калифорнии (1974 г.) обратили на себя внимание Майкла Ротонди и Тома Мейна, преподававших в SCI-ARC (Southern California Institute of Architecture) и пригласивших его работать у себя в бюро. Началась «эпоха Морфозиса», в эстетике которого нашла себя страсть Араи к моделированию.— http://archvestnik.ru/0504/0504_09.htm